# Thomas Dossus
Thomas Dossus, né le 28 juillet 1982, est un homme politique français.
Membre du parti Les Écologistes (LÉ), il est sénateur du Rhône depuis 2020, élections lors desquelles il est tête de liste.

## Biographie

### Parcours politique
Le 28 juin 2020, il est élu conseiller de la métropole de Lyon pour la circonscription Lyon-Sud, ainsi que conseiller du 7e arrondissement de Lyon, dont il fut également adjoint au maire.
Il dirige une liste de rassemblement de la gauche et des écologistes pour les élections sénatoriales du 27 septembre 2020, qui remporte 32,49 % des voix des grands électeurs et décroche trois sièges à la Haute assemblée. Thomas Dossus devient l'un des sept sénateurs représentant le département du Rhône et la métropole de Lyon.

## Synthèse des résultats électoraux

### Élections sénatoriales
Les résultats ci-dessous concernent uniquement les élections où il est tête de liste.
| Année | Liste | Liste               | Département | Voix  | %     | Rang | Sièges |
| ----- | ----- | ------------------- | ----------- | ----- | ----- | ---- | ------ |
| 2020  |       | EÉLV-PS-PCF-G·s-PRG | Rhône       | 1 156 | 32,49 | 1er  | 3 / 7  |

### Élections métropolitaines
Les résultats ci-dessous concernent uniquement les élections où il est tête de liste.
| Année | Liste | Liste | Circonscription | 1er tour | 1er tour | 1er tour | 2d tour | 2d tour | 2d tour | Sièges obtenus |
| Année | Liste | Liste | Circonscription | Voix     | %        | Rang     | Voix    | %       | Rang    | Sièges obtenus |
| ----- | ----- | ----- | --------------- | -------- | -------- | -------- | ------- | ------- | ------- | -------------- |
| 2020  |       | EÉLV  | Lyon-Sud        | 5 017    | 32,68    | 1er      | 8 302   | 56,55   | 1er     | 4 / 8          |